# Тітосе (авіаносець)
Тітосе  (яп. 千歳) — японський авіаносець часів Другої світової війни типу «Тітосе».

## Історія створення та бойове застосування

### Гідроавіаносець
Закладений 26 листопада 1934 року, спущений на воду 29 листопада 1936 року та введений в експлуатацію як гідроавіаносець 25 липня 1938 року. Включений до складу 11-ї дивізії гідроавіаносців.
26 листопада 1941 року «Тітосе» прибув до Палау. Під час нападу на Перл-Гарбор «Тітосе» разом з «Мідзухо» прикривав японський десант на Філіппіни та залишався в районі операції до лютого 1942 року, де прикривав японські десанти в Ост-Індії і Новій Гвінеї.
9 лютого 1942 року «Тітосе» був пошкоджений під час атаки голландського літака та вирушив до Куре для ремонту. Під час битви за Мідвей «Тітосе» транспортував підводні човни та не мав літаків на борту.
Пізніше він брав участь у початковій фазі битви за Гуадалканал. Але 24 серпня 1942 року корабель був пошкоджений американською авіацією наземного базування і до листопада 1942 року перебував на ремонті на базі в Рабаулі.

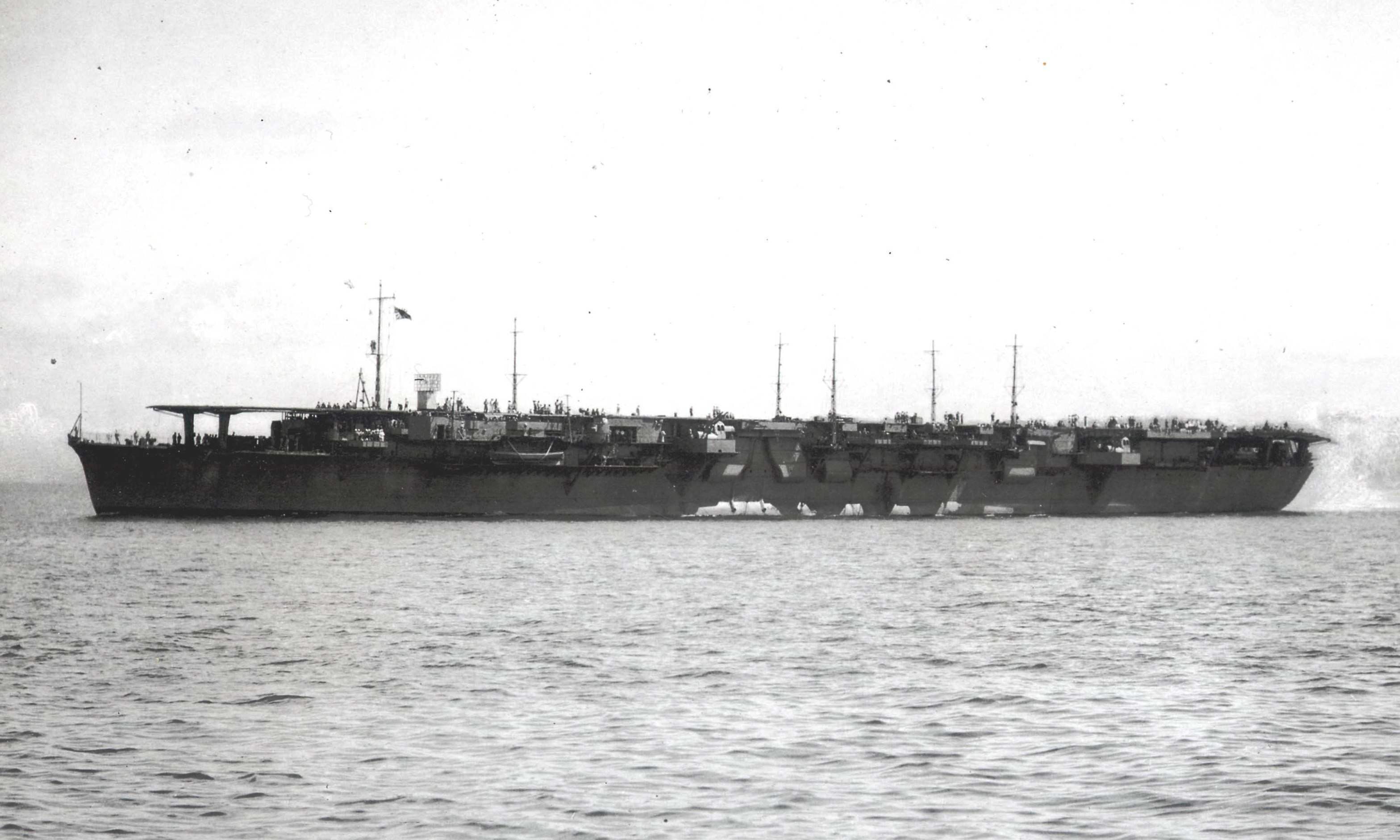
«Тітосе» після перебудови в легкий авіаносець в 1944 році

### Авіаносець
У січні 1943 року в Сасебо почались роботи з перебудови корабля на авіаносець, які завершились в січні 1944 року.
У березні «Тітосе» разом з «Тійода» та «Дзуйхо» увійшов до складу 3-ї дивізії авіаносців.
О 9:24 вечора 22 травня 1944 року американський підводний човен «Puffer» здійснив невдалу атаку на Саппоро, внаслідок якої «Тітосе» зазнав легких ушкоджень (у корабель влучили дві торпеди, проте вони не вибухнули).
На початку червня того ж року корабель увійшов до Об'єднаного флоту. У складі 3-ї дивізії авіаносців взяв участь у битві у Філіппінському морі, де в дводенній битві загинула більша частина його літаків, решту передали «Дзуйкаку».
У липні 1944 року розпочалось формування нової авіагрупи, яка брала участь у захисті Формози, де зазнала великих втрат.
Під час битви в затоці Лейте «Тітосе» без авіагрупи входив до Північної групи (приманки) віцеадмірала Одзави, і 25 жовтня 1944 року був потоплений.
У корабель влучили 3 торпеди та декілька авіабомб з літаків з авіаносця «Ессекс», внаслідок чого за годину він перекинувся та затонув.
Загинуло 903 особи з екіпажу. Крейсер «Ісудзу» врятував 480 осіб, а есмінець «Сімоцукі» — ще 121.